# 丹麦历史

丹麦国旗

丹麦的史前史可以追溯至末次冰期的尾声。至迟在公元前10世纪，今日的丹麦地区已有人类定居。青铜时代晚期，丹麦地区住民已拥有发达的航海业，与南方国家频繁贸易往来。作为明确民族的「丹人」在公元500年左右首次见于文献记载，可视为现代意义上丹麦历史的开端。
丹人是维京文化的重要组成部分，活跃于今日丹麦本土及群岛、石勒苏益格、斯科讷等地，构成丹麦王国的雏形。最晚至8世纪，丹麦已是统一的君主制国家，并于960年前后在蓝牙哈拉尔的统治下完成基督教化。维京时代，丹麦人活跃于北海及不列颠群岛，克努特大帝更在11世纪前期一度建立起涵盖英格兰、丹麦与挪威三国的「北海帝国」，疆域空前辽阔。丹麦迎来短暂的全盛时期。
中世纪后期，丹麦持续扩张。1397年，在女王玛格丽特一世的领导下，丹麦与挪威、瑞典建立卡尔马联盟。1523年瑞典独立、联盟瓦解后，丹麦-挪威继续维持邦联国家状态，国步日衰，直至1814年签订《基尔条约》，丹麦被迫割让挪威予瑞典，邦联解体。此后，丹麦仍然保留对挪威旧属地冰岛、法罗群岛与格陵兰岛的主权，直至1944年冰岛独立。
19世纪中期，受欧洲革命浪潮影响，丹麦于1849年立宪，结束君主专制，正式确立君主立宪制，旋即因领土争端爆发与普鲁士的第一次石勒苏益格战争。普丹战争战败后，丹麦丧失石勒苏益格-荷尔斯泰因，直至1920年通过公投收复北石勒苏益格。
丹麦乘第二次工业革命的东风迅速发展，其GDP在一战前达到了欧洲平均线。二战期间，丹麦被纳粹德国占领。战后，丹麦先后加入联合国、北约与欧洲各共同体（今欧盟前身），并在法罗群岛与格陵兰推行属地自治。20世纪以来，丹麦在社会民主主义影响下建立起高度发达的福利国家制度。今日的丹麦是一个高人类发展指数、高民主自由度的发达国家，在全球治理、环境保护与社会保障等方面具有广泛影响力。
丹麦的历史与地缘政治复杂交织——丹麦位于波罗的海通往北海的必经之路，又夹处瑞典和德国两国之间，曾长期与两国争夺波罗的海的主导权。丹麦本土位处日德兰半岛，其南部的石勒苏益格-荷尔斯泰因、东部位于斯堪的那维亚半岛的斯科讷及毗邻的哈兰、布莱金厄，以及长期作为附属国的挪威，都是领土纷争的核心。长期以来的冲突最终导致丹麦不得不将斯科讷、哈兰、布莱金厄和挪威割让予瑞典，并将石勒苏益格-荷尔斯泰因割让予德意志邦联。

## 早期（1047以前）

### 舊石器時代晚期（前13000-前9400）
根據考古發現，公元前130,000年，丹麥已經有舊石器時代中期的先民聚居。

### 新石器時代（前4000-前1700）
2015年，丹麥的西蘭島和法爾斯特島出土了八千年前( 相當於新石器時代中期或晚期 )的文物。

### 维京时期（793-1047）
从8世纪到10世纪，丹麦人与挪威人和瑞典人一起被称作维京人，他们的殖民、袭击、贸易活动遍布整个欧洲。维京人在9世纪第一次经法罗群岛向西探索了冰岛，最终到达文兰。维京人在不列颠和西欧最为活跃，他们征服了英格兰、爱尔兰和法国。近代在丹麦发掘的盎格鲁-撒克逊硬币比在英格兰发掘的还多。

#### 基督化
根据耶灵石记载，哈拉尔一世在公元965年统一了丹麦，并皈依基督教。11世纪早期，卡纽特大王统一了丹麦、英格兰和挪威长达30年，史称北海帝國。
中世纪中期和晚期，丹麦领土还包括斯科纳地区，势力范围东至爱沙尼亚，南至石勒苏益格和荷尔斯泰因公国。

## 中期（1047-1814）

### 埃斯特德遜王朝（1047-1397）
1219年，丹麥國王曾經為教皇遠征愛沙尼亞的異教徒，基督徒國王卡瑪德二世帶領在戰況不利下祈禱勝利，一面紅白十字的旗幟從天而降，丹麥軍隊頓時士氣大增，戰況亦大為好轉，這面旗後來成為丹麥國旗。

### 卡尔马联盟（1397-1523）
1397年，丹麦与瑞典和挪威组成共主联邦（卡尔马联盟），拥戴玛格丽特一世为王，三个构成国在联邦内享有平等地位。但玛格丽特女王并未能如实行事。在联邦成立后的125年里，斯堪地纳维亚地区的历史始终围绕这个联合展开，瑞典多次获得独立，但随即又被丹麦征服。1523年7月，瑞典国王攻陷斯德哥尔摩，瑞典获得独立，随后丹麦与挪威组成丹麦-挪威联合。

### 宗教改革與瑞典独立（1536-1660）

#### 第一次北方戰爭（1563–1570）
1530年代，斯堪地纳维亚地区爆发了伯爵战争，随后宗教改革影响到该地区，导致丹麦国教改为路德宗。
在瑞典独立后，丹麦曾两次尝试重新控制瑞典，第一次为北方七年战争，第二次为卡尔马战争。两次战争没能让丹麦重新统治瑞典，但瑞典被迫为战事赔款。在这段时间里，丹麦曾效仿荷兰东印度公司建立了丹麦公司，计划殖民斯里兰卡，但实际控制区域仅为印度特兰奎巴。

#### 三十年战争（1618－1648）
在三十年战争中，丹麦国王克里斯蒂安四世试图成为路德宗国家的首领，却在1626年卢特战役中惨败；1627年，阿尔布雷赫特·冯·华伦斯坦领导天主教军队入侵掠夺了日得兰半岛，迫使丹麦退出这场战争。

##### 托爾斯頓戰爭（1643-1645）
丹麦在战争中的失败导致军力衰退，此时瑞典在战争中崛起。1643年，瑞典入侵日得兰半岛，第二年宣布斯科纳成为瑞典领土。由于被瑞典占领导致的首都地区粮食短缺，加上境内粮食欠收和黑死病流行，丹麦人口锐减20％，不得不与瑞典签定布勒姆瑟布鲁条约，将哈兰、哥得兰、丹属爱沙尼亚和一部分挪威省份割让给瑞典。

#### 第二次北方戰爭（1655-1660）
1657年，丹麦国王弗雷德里克三世向瑞典宣战，并远征不来梅-费尔登，可惜在这场战争中又遭惨败，将斯科纳、布来金厄、特倫德拉格和博恩霍爾姆島割让予瑞典。两年后，丹麦夺回特倫德拉格和博恩霍爾姆島。

## 近代（1814-1901）

欧洲 - 1815

### 工業化（1848-1901）

#### 炮艦戰爭
在拿破仑战争期间，丹麦试图在英国和法国之间保持中立。但英国视丹麦加入第二次武装中立联盟为威胁，因而两次攻击哥本哈根，史称炮舰战争。在英国围攻哥本哈根期间，挪威获得独立，丹麦-挪威同盟解体。而丹麦的民主化进程在1830年代取得里程碑式的进展，1849年6月5日，丹麦由君主专制和平过渡到君主立宪制。

#### 普丹战争
1864年，丹麦在普丹战争中战败，被迫将石勒苏益格-荷尔斯泰因省割让给普鲁士。在经历这一系列事件后，丹麦尝试在欧洲政局中谋求中立。

## 现代（1901至今）

### 兩次大戰（1901-1945）

#### 一战
丹麦在第一次世界大战中保持中立，但凡尔赛条约将割让给普鲁士的地区归还给丹麦。由于担心德国境内的领土收复主义，丹麦决定让该地区的公民自行决定归属。最终北部回归丹麦，南部继续留在德国。

#### 二战

##### 佔領時期
1939年，丹麦与纳粹德国签定了互不侵犯条约，但纳粹德国在1940年4月9日入侵丹麦。丹麦仅抵抗了两小时即投降。
丹麦与纳粹德国的经济合作持续到1943年，随后丹麦拒绝继续合作，摧毁了大部分丹麦皇家海军的船只，并尽量多地将官员送往瑞典。
在二战期间，丹麦帮助其境内的犹太人前往瑞典，以躲避纳粹德国针对犹太人的种族灭绝行动。为了抵抗俄罗斯，丹麦公民组成丹麦志愿军与德国合作。
1944年，冰岛宣布脱离丹麦成立共和国。

### 戰後（1945-1990）
1948年，法罗群岛获得部分自治权。
战争结束后，丹麦参与了欧洲自由贸易联盟、北大西洋公约组织和联合国的建立，因此丹麦是这些组织的创始会员国。
1973年，在经过公民投票后，丹麦加入欧洲经济共同体。丹麦在1993通过公投批准马斯特里赫特条约，参与到欧洲一体化进程中。

### 現今（1990至今）
2000年，丹麦公民投票否决加入欧元区。丹麦的两个属地法罗群岛和格陵兰出于保护本地渔业的考虑拒绝加入欧盟。

## 參看
- 维京人
  - 維京雄獅
  - 萨迦(文学)
- 北欧五国
  - 瑞典历史
  - 挪威历史
  - 冰岛历史

## 引用
1. ↑  .   [2016-12-05]. （原始内容存档于2018-02-19）.
2. 1 2  Lund, Niels. . Denmark. Royal Danish Ministry of Foreign Affairs. May 2003  [24 June 2012]. （原始内容存档于2006年5月10日）.
3. ↑  .   [2013-12-16]. （原始内容存档于2020-11-04）.
4. ↑  Palle Lauring, A History of the Kingdom of Denmark (Host & Son Co.: Copenhagen, 1960) p. 108.
5. ↑  . Svenskt Militärhistoriskt Bibliotek.   [4 May 2007]. （原始内容存档于2007年10月11日）.
6. ↑  Parker, pp. 69–70.
7. ↑  Parker, p. 70.
8. ↑  Geoffrey Parker (2001). "Europe in crisis, 1598–1648". Wiley-Blackwell. p.205. ISBN 0-631-22028-3
9. ↑  Rugg, Andy. . Cophenagen Post.   [30 January 2013]. （原始内容存档于2013-01-30）.